# Celso Antônio Marchiori
Celso Antônio Marchiori (Campo Largo, 14 de agosto de 1958) é um sacerdote católico brasileiro, filho de João Marchiori e de Maria Rosy Marchiori. Atualmente, é o bispo diocesano de São José dos Pinhais, no Estado do Paraná.

## Estudos
Estudou no Grupo Escolar Doutor Felinto Teixeira em Campo Largo de 1966 a 1970 e foi seminarista no Seminário Menor São José, em Curitiba (1976 a 1980). Tem curso superior em Filosofia pela Pontifícia Universidade Católica do Paraná e de Teologia no Studium Theologicum, em Curitiba. Esteve na Escola para formadores de 1991 a 1994, na cidade de São Paulo.

## Presbiterado
Ordenado presbítero a 6 de março de 1988 e nomeado diretor do Seminário Menor São José em 1989. Foi também reitor do mesmo seminário, cargo em que permaneceu até 2005. Vigário paroquial da Paróquia Santa Terezinha do Menino Jesus, de Curitiba, em 1992.
Diretor espiritual do Seminário Filosófico Bom Pastor de 1996 a 2005. Pároco da Paróquia do Santíssimo Sacramento e reitor do Seminário Santíssimo Sacramento.

## Episcopado
Aos 8 de julho de 2009, o Papa Bento XVI nomeou-o bispo da Diocese de Apucarana.  Sua ordenação episcopal foi no dia 28 de agosto de 2009, na Catedral Basílica Nossa Senhora da Luz pelas mãos de Dom Moacyr José Vitti, então arcebispo de Curitiba. 
Tomou Posse na Diocese de Apucarana em 2 de outubro de 2009. É sucessor de Dom Luís Vicente Bernetti.
Em 13 de dezembro de 2017, foi nomeado pelo Papa Francisco bispo diocesano de São José dos Pinhais. Tomou posse em 17 de fevereiro de 2018.  

## Ordenações episcopais
Dom Celso foi o co-ordenante episcopal de:
- Dom Carlos José de Oliveira (2019)